# Intensitätstechniken
Intensitätstechniken sind über Jahrzehnte im Kraftsport entwickelt worden und dienen der Steigerung der Trainingsintensität, indem ungewohnte Trainingsreize produziert werden. So ist eine hohe Variabilität im Krafttraining gewährleistet, welches auch krafttrainierten Sportlern die Möglichkeit gibt Plateaus bezüglich Muskelmasseaufbau und Maximalkraft zu überwinden.

## Intensitätstechniken

### Pyramidentraining
Pyramidentraining stellt eine Mischform aus Hypertrophie- und Maximalkrafttraining dar. Somit werden vielschichtige Reize auf die Muskelfaser und das Nervensystem, innerhalb einer Trainingseinheit gesetzt. Eine exemplarische Abfolge wäre: 12RM-8RM-5RM-5RM-8RM-10RM (RM = Repetition Maximum).
Man kann jedoch auch nur einen Teil der Pyramide trainieren. So sind beispielsweise 12RM-10RM-8RM-5RM oder 5RM-8RM-10RM-12RM möglich. Dabei sollte keine Verwechslung mit Reduktionssätzen oder Drop-Sets vorgenommen werden, bei denen ohne Pause trainiert wird.

### Prioritätsprinzip
Das Prioritätsprinzip stellt die logische Überlegung dar, dass schwach entwickelte Muskelgruppen als erstes innerhalb einer Trainingseinheit trainiert werden, um sie maximal belasten zu können.

### Erzwungene Wiederholungen
Dieses Trainingsprinzip ist wohl das am häufigsten angewendete Prinzip in Fitnessstudios. Es beschreibt einen Satz bis zum Arbeitsabbruch mit Partnerhilfe. Ist keine weitere Wiederholung mehr möglich, greift der Partner ein um noch zwei bis drei Wiederholungen zu Ende geführt (erzwungen) werden können.

### Supersätze/Dreifachsätze/Mammutsätze
Die Kombination von zwei Übungen für die gleiche Zielmuskulatur wird als Supersatz bezeichnet. Drei- oder mehr kombinierte Übungen sind als Dreifach- oder Mammutsatz bekannt. Supersätze bringen eine sprunghafte Belastungssteigerung mit sich. Es können zwei Übungen mit antagonistischer Zielmuskulatur durchgeführt werden (Antagonistentraining). Dies hat keine Auswirkungen auf die vorangegangene Übung. Man geht davon aus, dass muskuläre Dysbalancen mit diesem Prinzip einfach vermieden werden können. Zu bedenken ist jedoch, dass die Intensität mit der die antagonistische Muskulatur trainiert wird im Supersatz, auf Grund der Vorbelastung, abnimmt. Wenn zwei Übungen kombiniert werden, die die gleiche Zielmuskulatur beanspruchen sollte die komplexere der beiden Übungen zuerst durchgeführt werden.

### Abnehmende Sätze / Drop-Sets / Reduktionssätze
Beim Training mit abnehmenden Sätzen wird im letzten Arbeitssatz nach Arbeitsabbruch das Gewicht durch ein bis zwei Trainingspartner reduziert, sodass zwischen 5 und 10 weitere Wiederholungen möglich sind. Es sollten mindestens zwei Gewichtsreduktionen durchgeführt werden.
Ziel ist es den Muskel an die Grenzen seiner Leistungsfähigkeit zu bringen. Der Auslastungsgrad im Muskel ist dabei sehr hoch. Der Trainierende muss sich auch psychisch auf eine hohe Belastung einstellen.

### Vorermüdung
Dieses Prinzip wird bei mehrgelenkigen Übungen angewendet, wenn kleine Muskelgruppen leistungslimitierend sind. Wenn also kleine Muskelgruppen schneller ermüden besteht keine Chance die Zielmuskulatur entsprechend zu reizen. Somit ermüdet man die Zielmuskulatur mit Isolationsübungen vor, damit bei der mehrgelenkigen Übung ein überschwelliger Reiz gesetzt werden kann. Beim Wechsel von der Isolationsübung zur komplexen Übung sollte eine sehr kurze Pause gemacht werden, da sich die Zielmuskulatur ansonsten wieder erholt.
Das gleiche Trainingsprinzip wird mit der Bezeichnung „verbundene Sätze“ verfolgt. Die Zielsetzung ist aber eine völlig andere. Hierbei soll der Zielmuskel mit einer Isolationsübung völlig ermüdet werden um ihn dann in einer komplexen Übung weiter zu ermüden, da synergetische Muskeln die Bewegung dann unterstützen.

### Nachermüdung
Bei der Nachermüdung werden sehr widerstandsfähige Muskelpartien, die in der Komplexübung nicht genug belastet worden sind, weiter bearbeitet. Es wurde in verschiedenen Studien bewiesen, dass Nachermüdung der Vorermüdung vorzuziehen ist, da dabei die Auslastung im Zielmuskel verstärkt wird.

### Abgefälschte Wiederholung / Cheatings
Bei krafttrainingserfahrenen Sportlern bewirkt dieses Prinzip eine erhöhte Auslastung der Zielmuskulatur. Dies wird durch Änderung der Gelenkwinkel und Schwung holen realisiert, um einen ungünstigen Gelenkwinkel schneller zu überwinden. Zunächst sollten so viele Wiederholungen wie möglich mit sauberer Technik durchgeführt werden und das Abfälschen dann bewusst und kontrolliert unter den genannten Voraussetzungen genutzt werden. Hierbei steigt das Verletzungsrisiko allerdings signifikant an.

### Höchstkontraktionen
Der Zielmuskel soll bei größtmöglicher Verkürzung bewusst maximal angespannt werden um die Muskelspannung aufrechtzuerhalten und damit einen höheren Belastungsgrad zu erreichen.

### Teilwiederholungen / Partial Reps
Man bewegt sich nur in der Range of Motion (ROM) die für den Muskel die höchste Belastung bedeutet. Dadurch wird ein höherer Auslastungsgrad erreicht, weil dem Muskel die kurze Zeit geringerer Belastung genommen wird. Man kann diese Technik auf zwei Arten ausführen:
- Von Anfang an nur Teilwiederholungen.
- Erst Full ROM und bei fortschreitender Ermüdung in Teilwiederholungen übergehen.

### Negative Wiederholungen
Bei negativen Wiederholungen wird mit Lasten trainiert, die schwerer als die isometrische Maximalkraft des Sportlers sind. Negative Wiederholungen erhöhen die serielle Stiffness im Muskel und steigern das Maximalkraftniveau, welches zum Ausgleich des Kraftdefizits dient.

### Progressive Intervalle / Doggcrapp / Pausensätze
Hierbei wird eine Übung bis zum Muskelversagen durchgeführt. Nach der letzten Wiederholung wird für einige Sekunden pausiert, um dann eine weitere Wiederholung zu erzwingen. Bei Doggcrapp werden beispielsweise in der Kniebeuge bis zu 20 Wiederholungen mit dem 10RM durchgeführt. Dies wird dann als "Widowmaker" bezeichnet.

### Weitere Intensitätstechniken bzw. langfristige Trainingsplanung
Die genannten Intensitätstechniken beziehen sich alle auf die einzelne Trainingseinheit. Variationen können aber auch langfristiger geplant werden. Dazu können folgende Methoden angewandt werden, welche allerdings hier nicht weiter erläutert werden sollen, da hierzu eine Vielzahl an Literatur angeboten wird.
- Split-Training
- 2er-, 3er-, 4er-Split
- Nicht-lineare Periodisierung
- Ein-Satz- oder High Intensity Training